# Antaplaga composita
Antaplaga composita là một loài bướm đêm trong họ Noctuidae.